# スディルマンカップ
スディルマンカップ（Sudirman Cup）は、世界バドミントン連盟（BWF）が2年に1回、奇数年に開催する、バドミントン男女混合の国別対抗戦である。インドネシアを代表するバドミントン選手、ディック・スディルマンの功績をたたえ、1989年に創設された。
- 男子シングルス、女子シングルス、男子ダブルス、女子ダブルス、混合ダブルスをそれぞれ1試合ずつ行い、計5試合のうち3勝したチームの勝ち。

## 各大会の記録
| 回 | 年            | 決勝開催日     | 開催都市（国）                      | 参加国 | 優勝国       | 結果 | 準優勝国     | 3位                       |
| -- | ------------- | -------------- | ----------------------------------- | ------ | ------------ | ---- | ------------ | ------------------------- |
| 1  | 1989          | 1989年 5月29日 | ジャカルタ （インドネシア）         | 28     | インドネシア | 3-2  | 韓国         | 中国 · デンマーク         |
| 2  | 1991          |                | コペンハーゲン （デンマーク）       | 35     | 韓国         | 3-2  | インドネシア | デンマーク · 中国         |
| 3  | 1993          |                | バーミンガム （イングランド）       | 40     | 韓国         | 3-2  | インドネシア | 中国 · デンマーク         |
| 4  | 1995          |                | ローザンヌ （スイス）               | 49     | 中国         | 3-1  | インドネシア | 韓国 · デンマーク         |
| 5  | 1997          |                | グラスゴー （スコットランド）       | 59     | 中国         | 5-0  | 韓国         | デンマーク · インドネシア |
| 6  | 1999          |                | コペンハーゲン （デンマーク）       | 50     | 中国         | 3-1  | デンマーク   | インドネシア 韓国         |
| 7  | 2001          | 2001年 6月2日  | セビリア （スペイン）               | 53     | 中国         | 3-1  | インドネシア | デンマーク · 韓国         |
| 8  | 2003          |                | アイントホーフェン （オランダ）     | 50     | 韓国         | 3-1  | 中国         | インドネシア · デンマーク |
| 9  | 2005 （詳細） | 2005年 5月15日 | 北京 （中華人民共和国）             | 41     | 中国         | 3-0  | インドネシア | 韓国 · デンマーク         |
| 10 | 2007 （詳細） | 2007年 6月17日 | グラスゴー （スコットランド）       | 48     | 中国         | 3-0  | インドネシア | 韓国 イングランド         |
| 11 | 2009 （詳細） | 2009年 5月17日 | 広州 （中華人民共和国）             | 34     | 中国         | 3-0  | 韓国         | インドネシア マレーシア   |
| 12 | 2011 （詳細） | 2011年 5月29日 | 青島 （中華人民共和国）             | 33     | 中国         | 3-0  | デンマーク   | インドネシア 韓国         |
| 13 | 2013 （詳細） | 2013年 5月26日 | クアラルンプール （マレーシア）     | 30     | 中国         | 3-0  | 韓国         | デンマーク · タイ         |
| 14 | 2015 （詳細） | 2015年 5月17日 | 東莞 （中華人民共和国）             | 35     | 中国         | 3-0  | 日本         | インドネシア 韓国         |
| 15 | 2017 （詳細） | 2017年 5月28日 | ゴールドコースト （オーストラリア） | 27     | 韓国         | 3-2  | 中国         | 日本 タイ                 |
| 16 | 2019 （詳細） | 2019年 5月26日 | 南寧 （中華人民共和国）             | 31     | 中国         | 3-0  | 日本         | インドネシア タイ         |
| 17 | 2021 （詳細） | 2021年 10月3日 | ヴァンター (フィンランド)           | 15     | 中国         | 3-1  | 日本         | マレーシア 韓国           |
| 18 | 2023 （詳細） | 2023年 5月21日 | 蘇州 （中華人民共和国）             | 16     | 中国         | 3–0  | 韓国         | マレーシア 日本           |
| 19 | 2025 （詳細） | 2025年 5月4日  | 廈門 （中華人民共和国）             | 16     | 中国         | 3–1  | 韓国         | インドネシア 日本         |